# Khnoum
Khnoum (en grec ancien Χνούμ / Khnoúm, lui-même issu de l'égyptien ancien H̱nmw signifiant « le maître de l'eau fraîche ») est le dieu des cataractes et puissance créatrice dans la mythologie égyptienne. Il est le démiurge d’Éléphantine. Il contrôlait la crue du Nil en ouvrant, à Éléphantine, la caverne de Hâpy dans laquelle se trouvait l'Inondation. Il joue là un rôle majeur dans le quotidien des Égyptiens, préservant le peuple de la famine.

## Description
Khnoum est un dieu très ancien qui est paradoxalement surtout connu grâce aux textes assez récents (Ier siècle) gravés sur les parois du temple d'Esna.
Khnoum est le créateur de l'enveloppe corporelle des êtres vivants qu'il forme sur son tour de potier. Selon la tradition, il dépose celui des nouveau-nés dans leur berceau. Khnoum forme ses créations sur son tour de potier avec le limon du Nil, pour leur donner vie et façonner leurs Ka.
Il est représenté sous les traits d'un homme à tête de bélier portant les cornes de l' Ovis longipes palaeoaegyptiacus ; sa tête est parfois surmontée d'une cruche ; il tient la croix ansée (ânkh) dans la main. Khnoum est parfois directement représenté sous forme de bélier.
Khnoum est particulièrement adoré sur l'île Éléphantine et à Esna. Un temple lui est également dédié sur l'île de Philæ. On le retrouve dans une dizaine de villes d'Égypte sous des formes variées.
Khnoum, Satis (Satet) et Anoukis (Anket) forment la triade d'Éléphantine.

## Cultes contemporains
En Bretagne, près des alignements de Carnac, des personnes se disant adeptes du culte de Garum et de Khnoum ont, dans les dernières années du XXe siècle, bâti pendant plusieurs années et de manière illégale un complexe à cinq mètres sous terre de 300 m2 avec un dolmen et deux menhirs en son centre.

### Pages liées
- Triade d'Éléphantine